# Кереселидзе, Лео
Лео Матвеевич Кереселидзе (груз. ლეო მათეს ძე კერესელიძე, 1885 — 1944) — грузинский военный деятель, политик и журналист, участвовавший в грузинском национальном движении против Российской империи, а затем Советского Союза.
Кереселидзе, когда ему было чуть за двадцать, участвовал в Русской революции 1905 года и в нападениях на российских чиновников и военных, а также в перевозке груза с оружием в порт Сухум-Кале. Впоследствии он переехал в Западную Европу и получил степень доктора философии в Женевском университете. В 1913 году он присоединился к группе грузинских патриотов в Комитете независимости Грузии и занялся журналистикой, вместе со своим братом Георгием Кереселидзе редактировал грузинскую газету «Тависупали Сакартвело» («Свободная Грузия») с 1913 по 1914 год, а затем работал в Берлине в газете «Картули Газети» («Грузинская газета») с 1916 по 1918 год. 
В 1914 году, накануне Первой мировой войны Комитет переехал в Германию и обратился за помощью к Германии в восстановлении независимости Грузии от России. Кереселидзе возглавил воинское подразделение грузинских добровольцев Грузинский легион, которое воевало на стороне Германии и было передано в Османскую империю против русских. Кересселидзе пытался заключить союз с Османской империей, но отказался признать её сюзеренитет над потенциально независимой Грузией. Впоследствии он был повышен до генерал-майора, но Легион был распущен из-за его несогласия с османским правительством. Затем Кереселидзе участвовал в дипломатических переговорах между грузинами и немцами и организовывал подрывные акции против российских войск. 
После краха российских войск на Кавказе и провозглашения независимости Грузии в мае 1918 года Кереселидзе смог вернуться в свою страну и помог создать дивизии национальной армии. Вторжение Красной Армии в Грузию вынудило его бежать в Германию, где он был одним из основателей и генеральным секретарем правой националистической организации Белый Георгий. Незадолго до своей смерти он помог создать новую политическую организацию грузинских эмигрантов — Союз грузинских традиционалистов.
Революционная карьера Кереселидзе является предметом беллетризованной биографии британского армейского офицера и писателя Гарольда Кортни Армстронга «Бесконечная битва» (Лондон, 1934).